# Liste des commanderies templières dans les Pays de la Loire
| Cette liste recense les commanderies et maisons de l'Ordre du Temple présentes dans les Pays de la Loire. |

## Faits marquants et Histoire
| Localisation dans les Pays de la Loire (Liens vers les articles correspondants) |
| --- |
| \| Normandie Bretagne Centre Poitou-Charentes Breil-aux-Francs Gué-Lian Précigné Biais Mauperthuis Ste-Catherine Angers Saulgé Villemoisan Champgillon Temple-de-la-Coudrie Temple de Saint-Gilles \| |
| Normandie Bretagne Centre Poitou-Charentes Breil-aux-Francs Gué-Lian Précigné Biais Mauperthuis Ste-Catherine Angers Saulgé Villemoisan Champgillon Temple-de-la-Coudrie Temple de Saint-Gilles       |

Duché de Bretagne en 1154

Le duché de Bretagne, tel qu'il existait à l'époque des templiers, s'étendait sur une partie de l'actuelle région Pays de la Loire, notamment le Pays nantais, ainsi qu'en Bas-Poitou. La première donation faite au Temple dans le duché de Bretagne apparait dans le Cartulaire de Coudrie, en Bas-Poitou, siège de la future commanderie. La charte n’est pas datée, mais un document postérieur indique que ces dons ont été remis "dans la main de maître Hugues de Payns", premier maître de l'ordre du Temple, ce qui permet de les dater du printemps 1128, selon l'historien P. Josserand.
L'implantation des Templiers en Bretagne fut scellée par plusieurs dons successifs de Conan III de Bretagne entre 1128 et 1148: l'île de la Hanne à Nantes, un terrain au Pré d’Anian sur les rives de l'Erdre à Nantes également, une métairie dans la forêt de Rennes et d'autres donations mal identifiées.
Dans une charte de 1217, Pierre Ier de Bretagne ratifia les dons de ses prédécesseurs, qui ont ainsi favorisé l'expansion de l’ordre dans la région: il y est question à nouveau de Conan III, mais aussi de Hoël, son fils déshérité, d’Alain le Noir, de Conan IV, de Geoffroy II et de Constance, la fille de ce dernier, soit des dons sur une période de 1130 à 1200 environ. Jean Ier puis Jean II poursuivirent également les dons à l'ordre, comme une tradition.  La moyenne noblesse et la simple chevalerie bretonne constituèrent également des appuis essentiels pour le Temple.
Le XIIIe siècle fut également jalonné de divers dons, comme en 1219, lorsque le chevalier croisé du pays Nantais, Philippe de Vigneux, ayant participé en Palestine au siège de Damiette, fit don de tous les droits de pacage et de coutumes lui appartenant au village de Maupertuis au Temple-de-Bretagne, où une commanderie était implantée.
L'arrestation des Templiers le 13 octobre 1307 ordonnée par Philippe le Bel et le procès qui suivit, n’a pas épargné le duché gouverné alors par Arthur II. Pas ou peu de traces écrites de ces évènements ne nous sont malheureusement parvenues. Seules trois dépositions de Templiers servant en Bretagne au moment de l’arrestation, ont été conservées dans les interrogatoires de la commission pontificale siégeant à Paris au printemps 1310: Gérard d’Auguiniac, le commandeur de Nantes, Renaud Larchier et Pierre de La Nouée sont entendus dans un premier temps à Poitiers et précisèrent par la suite qu’ils y avaient été absous et réconciliés. Une fois leur ordre dissous en avril 1312, ils achevèrent leur existence dans les lieux où ils avaient vécu, alors dévolus aux Hospitaliers.

## Listes de chartes
Afin de résumer les données citées dans le paragraphe ci-dessus, les principales chartes et lettres patentes reconnaissant les donations aux Chevaliers de l'Ordre du Temple et de l'Ordre de Saint-Jean de Jérusalem sur l'actuel département de la Loire-Atlantique sont les suivantes:
- 1141 : Charte de Conan III, duc de Bretagne portant donation aux templiers de l'île de la Hanne en Doulon (Hamna), d'une rente de 100 sous et d'un emplacement au pré Nian (Anian).

- 1160 : Charte de Conan confirmant l'Ordre des Hospitaliers de Saint-Jean en possession de toutes les donations qu'il a reçu dans le duché et comprenant la liste de toutes les aumôneries de Bretagne.

- 1182 : Charte de Conan énumérant les biens de l'Ordre des Templiers en Bretagne et leur en concédant l'armotissement.

- 1201 : Lettre de la duchesse Constance confirmant la teneur de la charte octroyée en 1141 aux Chevaliers du Temple.

- 1217 : Charte de Pierre de Dreux, duc de Bretagne, portant que les frères de l'Ordre du Temple jouissent, de toute antiquité, du droit de vaine pâture partout où ils ont des bestiaux, et ordonnant aux sénéchaux de les rétablir dans ce droit quand ils seront molestés.

- 1217 : Charte de Pierre de Dreux et d'Alix de Bretagne ratifiant les donations de Conan, d'Hoël, de Geoffroy et de Constance en faveur des Templiers, er y ajoutant cession d'une villa dans la Mée, ainsi que plusieurs étagers.

- 1246 : Charte du duc Jean 1er confirmant les Templiers en possession du four qui leur fut donné à Couëron par A. de la Roche.

- 1703 : Lettres patentes de Louis XIV octroyant aux Chevaliers de Malte l'exemption du logement des gens de guerre.

- 1716 : Lettre de confirmation de Louis XV rappelant les anciennes immunités et les privilèges des chevaliers du Temple et de Saint-Jean, depuis le XIIe siècle et les ratifiant à la demande de Jacques de Mesme, ambassadeur de l'Ordre de Saint-Jean de Jérusalem.

## Commanderies et Maisons du Temple  par département

### Possessions en Loire-Atlantique
| Possession                               | Ville actuelle (à ou près de) | Observations |
| ---------------------------------------- | ----------------------------- | --- |
| Commanderie des Biais                    | Saint-Père-en-Retz            | [ 9 ] |
| Templerie de la Grée                     | Saint-Herblon                 | [ 10 ] |
| Le Temple de Clisson                     | Clisson                       | Inscrit MH ( 1993), · également désignée la Madeleine du Temple, fondée en 1150. Une des plus anciennes maisons de l'Ordre, annexe de la commanderie de Mauléon, puis de la Rochelle, en Poitou |
| Maison du Temple de l'Île aux Chevaliers | Rezé                          | [ 15 ] |
| Commanderie Sainte-Catherine-de-Nantes   | Nantes                        | L'île de la Hanne en Doulon en était le principal domaine, don du duc Conan III entre 1128 et 1141, commanderie à partir de 1202 au moins,                                                      |
| Commanderie du Temple Mauperthuis        | Le Temple-de-Bretagne         | possessions à vérifier : chapelle Notre Dame de toutes Vertus, terres et manoir, annexe de la Maison du Temple Ste Catherine de Nantes                                                          |
| Commanderie du Temple de Saint-Gilles    | Saint-Aubin-des-Châteaux      | [ 20 ] |

| Localisation en Loire-Atlantique                                                                |
| ----------------------------------------------------------------------------------------------- |
| Commanderie autre possession                                                                    |
| \| Biais La Grée Clisson Île-aux-Chevaliers Ste-Catherine Mauperthuis Temple de Saint-Gilles \| |
| Biais La Grée Clisson Île-aux-Chevaliers Ste-Catherine Mauperthuis Temple de Saint-Gilles       |

### Possessions en Maine-et-Loire
| Possession                                | Ville actuelle (à ou près de) | Observations        |
| ----------------------------------------- | ----------------------------- | ------------------- |
| Commanderie du Temple à Angers            | Angers                        | Inscrit MH ( 2003), |
| Maison du Temple de La Lande des Verchers | Les Verchers-sur-Layon        | [ 23 ]              |
| Commanderie de Saulgé                     | Luigné                        | Inscrit MH ( 1993)  |
| Maison du Temple de Saumur                | Saumur                        |                     |
| Commanderie de Villemoisan                | Villemoisan                   | Inscrit MH ( 1993)  |

| Localisation en Maine-et-Loire                               |
| ------------------------------------------------------------ |
| Commanderie autre possession                                 |
| \| Angers La Lande des Verchers Saulgé Saumur Villemoisan \| |
| Angers La Lande des Verchers Saulgé Saumur Villemoisan       |

### Possessions en Mayenne
| Possession                           | Ville actuelle (à ou près de) | Observations |
| ------------------------------------ | ----------------------------- | ------------ |
| Maison du Temple Le Breil-aux-Francs | Entrammes                     | [ 26 ]       |
| Maison du Temple de Quittay          | Saint-Georges-Buttavent       | [ 27 ]       |

| Localisation en Mayenne        |
| ------------------------------ |
| Commanderie autre possession   |
| \| Breil-aux-Francs Quittay \| |
| Breil-aux-Francs Quittay       |

### Possessions dans la Sarthe
| Possession              | Ville actuelle (à ou près de) | Observations       |
| ----------------------- | ----------------------------- | ------------------ |
| Commanderie du Gué-Lian | Moitron-sur-Sarthe            | Inscrit MH ( 2006) |
| Commanderie de Précigné | Précigné                      | [ 29 ]             |

| Localisation dans la Sarthe  |
| ---------------------------- |
| Commanderie autre possession |
| \| Gué-Lian Précigné \|      |
| Gué-Lian Précigné            |

### Possessions en Vendée
| Possession                          | Ville actuelle (à ou près de) | Observations |
| ----------------------------------- | ----------------------------- | --- |
| Commanderie de Champgillon          | Saint-Juire-Champgillon       | Commanderie se composant d'un château, d'une métairie, de fours banaux, des métairies de l'hôpital et de la fontaine de Thiré, de l'hôpital de Saint-Juire, de moulins, de terres et bois disséminés · Inscrit MH ( 1993) |
| Maison du Temple de Féolette        | Saint-Étienne-de-Brillouet    | Inscrit MH ( 1993) |
| Commanderie du Temple-de-la-Coudrie | Challans                      | Inscrit MH ( 1993), donations en 1130 par Pierre I de la Garnache et Garsire II de Retz, comte de machecoul |

| Localisation en Vendée                          |
| ----------------------------------------------- |
| Commanderie autre possession                    |
| \| Champgillon Féolette Temple-de-la-Coudrie \| |
| Champgillon Féolette Temple-de-la-Coudrie       |

### Autres possessions à confirmer
Certains de ces biens font partie de ceux qui figurent dans la charte apocryphe de Conan IV de Bretagne et pour lesquels il n'existe aucun autre document permettant d'attester leur appartenance initiale aux templiers:
- la Fougerat à Assérac
- une maison de bienfaisance à Saint-Hilaire-de-Chaléons